# Gagebrook
Gagebrook – dzielnica miasta Hobart, położona w północnej części miasta na wschodnim wybrzeżu rzeki Derwent, wchodząca w skład gminy Brighton. Budowa masowa mieszkań w tym rejonie rozpoczęła się w 1970 roku. 